# وارطان آواگیان
وارطان مارگاری آواگیان (ارمنی: Վարդան Մարգարի Ավագյան؛  زادهٔ ۱ مارس ۱۹۰۰ - درگذشته ۲۳ ژوئن ۱۹۷۸) یک دانشمند، پزشک و درمان‌شناس اهل ارمنستان بود.

## زندگی‌نامه
در ۱ مارس ۱۹۰۰ در اوشاکان به دنیا آمد و از دانشگاه دولتی مسکو فارغ‌التحصیل شد.   وی همچنین برنده دانشمند شایسته ارمنستان شوروی، نشان ستاره سرخ شده است. وی در ۲۳ ژوئن ۱۹۷۸ در سن ۷۸ سالگی در ایروان درگذشت.

## یادداشت
1. ↑  բժշկական գիտությունների դոկտոր